# Constantin I al Scoției
Constantin MacAlpin - în galica scoțiană: Còiseam mac Choinnich -  (n. 836 d.Hr. – d. 877 d.Hr., Atholl⁠(d), Regatul Scoției) a fost regele Picților. Este cunoscut sub numele de Constantin I, referindu-se la locul din listele moderne ale regilor Scoției. A fost fiul lui Kenneth MacAlpin și l-a urmat pe unchiul său, Donald MacAlpin ca rege în Picția, după moartea acestuia din 13 aprilie 862.

## Domnia
Lista regilor Picției se termină odată cu urcarea pe tron a lui Constantin, fiind înregistrat ca al 70-lea rege și ultimul al Picților.
Activitatea vikingilor în nordul Marii Britanii pare să fi atins maximul în timpul domniei lui Constantin. Armatele vikingilor erau conduse de un grup mic de oameni.
Activitatea vikingilor în Marea Britanie a crescut în 865, când Marea Armată Vikingă, probabil o parte din forțele care au invadat Francia, au invadat estul Angliei. În anul următor, după ce au obținut tribut din estul Angliei de la regele Edmund, Marea Armată s-a mutat în nord, atacând York-ul, orașul regiunii Northumbrian. Marea Armata i-a învins pe cei doi rivali din York, Osberht și Aella, care puseseră deoparte neînțelegerile dintre ei pentru a lupta împreună. Ambii regi au fost uciși într-un atac eșuat, probabil pe 21 martie 867. Ca urmare a acestui fapt, liderii armatei s-au instalat la Ecgberht ca regi ai regiunii Northumbrian. Următoarea lor țintă era Mercia, unde regele Burgred, ajutat de cumnatul său Æthelred de Wessex, i-au alungat.
În timp ce regatele din estul Angliei erau sub atac, alte armate ale vikingilor erau active în nord. Amlaíb și Auisle, au adus o armată la Fortriu unde au obținut tribut și ostatici în 866. Istoricii nu sunt siguri dacă aceștia s-au stabilit acolo ori dacă s-au întros în Irlanda în 866, 867 sau în 869.
În 875, Cronica și Analele Ulster, raportează o armată a vikingilor în Picția. O bătălie care s-a ținut în apropiere de Dollar, a fost o înfrângere grea pentru picți. În 877, la scurt timp după construirea unei noi biseric,  St. Andrei, Constantin a fost capturat și executat (sau e posibil să fi murit în luptă) după apărarea împotriva vikingilor. Deși există o sursă cu privire la data și modul în care acesta a murit, nu se știe exact unde s-a întâmplat. Unii sunt de părere că acesta a fost decapitat pe o plajă în Fife, lângă Crail. William Forbes Skene e de părere că acesta a murit în Inverdovat. Constantin a fost îngropat la Iona.